# Riu Moloma
El riu Moloma (en rus Молoма) és un afluent per la dreta del riu Viatka, passa per les óblasts de Vólogda i Kírov, a Rússia.

## Geografia
Neix a la part nord dels monts Urals septentrionals, a la frontera entre l'óblast de Vólogda i la de Kírov, a uns 190 m d'alçada. La font i un tram passen per l'óblast de Vólogda, abans de girar cap a l'est i sud-est, endinsant-se a l'óblastde Kírov. Travessa una àmplia vall, després manté direcció sud fins a desembocar a 8 km de Kotélnitx al riu Viatka.
Els seus afluents més importants són el Volmanga, el Vondanka i el Kobra per la dreta, i el Kuziug i el Xubriug per l'esquerra.
Té una longitud de 419 km i una conca de 12.700 km². Està glaçat des de començaments de novembre a finals d'abril.